# La sinistra segheria
La sinistra segheria (The Miserable Mill) è il quarto romanzo della serie Una serie di sfortunati eventi, scritta da Lemony Snicket.

## Trama
Il libro inizia con i fratelli Baudelaire diretti in treno insieme al signor Poe a Meschinopoli per conoscere il loro nuovo tutore. Il signor Poe, non potendo perdere un giorno di lavoro, lascia i ragazzi alla stazione, incaricandoli di trovare la segheria Ciocco Fortunato dove avrebbero conosciuto il loro nuovo tutore.
Arrivati alla segheria li aspetta una sorpresa: vedono infatti vicino alla segheria un edificio a forma di occhio, lo stesso occhio tatuato sulla caviglia di Olaf. Entrati nella segheria li aspetta un'altra brutta sorpresa: il loro tutore, che viene chiamato semplicemente Signore, li avvisa con un foglietto che durante il loro soggiorno avrebbero dovuto lavorare nella segheria. Sconvolti i ragazzi si dirigono verso il dormitorio dove fanno conoscenza con Phil e gli altri lavoratori.
Phil è un inguaribile ottimista e tende a vedere lati positivi in tutte le cose, mentre gli altri lavoratori si lamentano dei pasti molto scarsi, di essere pagati in buoni e del nuovo caporeparto Flacutono (anagramma di conte Olaf, è in realtà un assistente di questi). La mattina dopo i ragazzi scoprono quant'è dura la vita in segheria, soprattutto quando il tuo pranzo è una gomma da masticare. Dopo pranzo vengono chiamati da Signore (un uomo con la testa perennemente ricoperta di fumo) che spiega ai ragazzi i loro incarichi. Charles, il socio di Signore, rimane meravigliato dal fatto che i ragazzi siano costretti a lavorare e si offre di aiutarli mostrando loro i locali della segheria e offrendogli una pesca.
Nei giorni successivi i ragazzi continuano a lavorare nella segheria fino a quando Flacutono fa lo sgambetto a Klaus e gli rompe gli occhiali. Allora Klaus, accompagnato da Charles, è costretto ad andare dall'oculista che lavora nella casa a forma di occhio vicino alla segheria. Quando Klaus torna le sorelle si rendono conto con preoccupazione che è in uno stato di trance. Il giorno dopo Klaus combina un incidente distruggendo la macchina per lo spago e nell'incidente si rompe anche la gamba di Phil. Dopo l'incidente Klaus esce dalla trance ma gli occhiali si rompono un'altra volta.
Stavolta Violet e Sunny accompagnano Klaus dall'oculista e si rendono conto che l'oculista Georgina Orwell è una assistente di Olaf e la sua segretaria Shirley altri non è che il perfido conte Olaf. Il povero Klaus però viene ipnotizzato di nuovo e i tre ragazzi vengono rispediti alla segheria dove con un foglietto Signore li avvisa che se fosse accaduto un altro incidente i ragazzi sarebbero stati affidati a shirley. I ragazzi tentano di raccontare la loro situazione a Signore che, ovviamente, non dà loro ascolto.
Dopo una notte passata a studiare gli effetti dell'ipnosi le ragazze si rendono conto che con una parola d'ordine avrebbero potuto svegliare Klaus dalla trance, ma non trovano il vocabolo giusto. Andati il mattino al lavoro, trovano il povero Charles, l'unico che aveva creduto alle loro parole, legato ad un tronco in maniera tale da essere tagliato in due dalla sega della segheria. A muovere i comandi della sega altri non è che Klaus, guidato dal caporeparto Flacutono.
All'improvviso Violet capisce grazie alle parole di Flacutono il vocabolo che avrebbe risvegliato Klaus dalla trance: astronomica. Nel frattempo la dottoressa Orwell e Shirley-Olaf arrivano alla segheria. Klaus si risveglia e scoppia il pandemonio: Violet viene bloccata da Olaf e Flacutono, e Sunny comincia a duellare con i denti contro la dottoressa Orwell armata di spada.
Klaus grazie ad un'invenzione realizzata con una gomma da masticare e una striscia di metallo riesce a spostare il tronco dalla traiettoria della sega e salva il povero Charles. Contemporaneamente però La dottoressa Orwell vi cade sopra e perde la vita. A questo punto vengono chiamati Poe e Signore che vanno a parlare con Shirley e Flacutono. Shirley-Olaf dice però di essere stata anche lei ipnotizzata dalla dottoressa Orwell e di volersi prendere cura dei ragazzi. Però viene scoperto il tatuaggio della caviglia sinistra e il conte Olaf viene di nuovo smascherato, riuscendo nuovamente a scappare.
Signore dice a questo punto di non volersi più prendere cura dei ragazzi: i fratelli dovranno trovarsi una nuova famiglia. Ma gli orfani sono ancora vivi ed ancora insieme e questa dopotutto, era la cosa più importante.

## Adattamenti
Il libro è stato adattato nel settimo e ottavo episodio della prima stagione della serie televisiva Una serie di sfortunati eventi prodotta da Netflix.

## Edizioni
- Lemony Snicket, La sinistra segheria, traduzione di Valentina Daniele, salani, 2002,  p. 158, ISBN 88-7782-954-0.